# リトアニア・ソビエト社会主義共和国の国歌
リトアニア・ソビエト社会主義共和国の国歌（リトアニア語: Lietuvos Tarybų Socialistinės Respublikos himnas）とは、ソビエト連邦構成共和国であるリトアニア・ソビエト社会主義共和国の国歌である。バリス・ドヴァリョーナスが作曲した。